# ネバダ州における売春

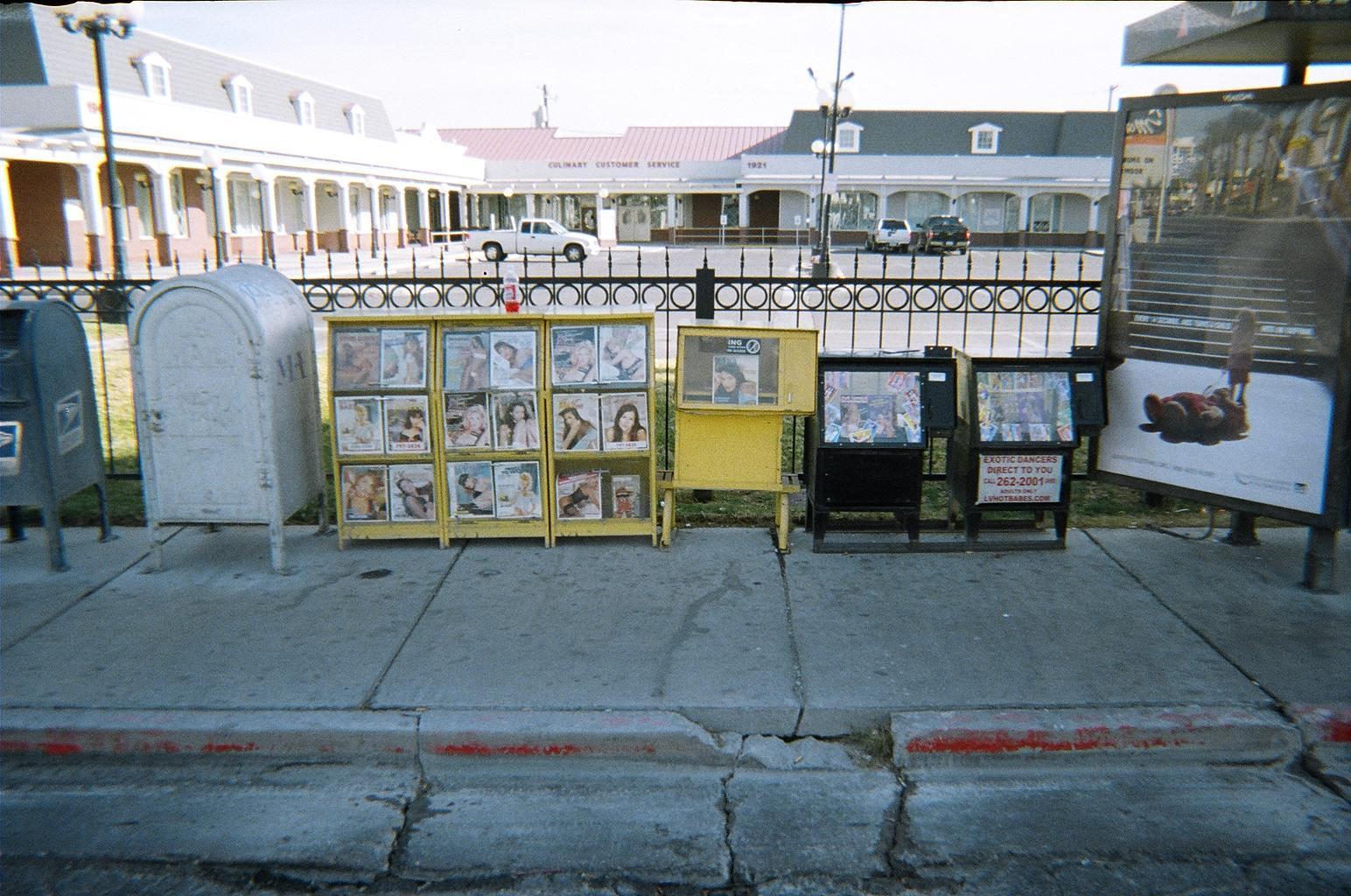
ラスベガス大通りでよく見かける「エスコート」サービスの広告が入った配布用の箱。ラスベガスとクラーク郡では売春自体は違法である。

ネバダ州はなんらかの形で売春が合法化されているアメリカ合衆国の唯一の州であり、その厳しく規制された公認の売春宿のほとんどは田舎の郡にある。(かつてロードアイランド州では1980年から2009年まで売春は違法ではなかったが、2009年11月3日に州知事によって違法とされた。）ネバダ州では免許を受けた売春宿以外での売春行為は例外なく違法である。一般的な理解に反して、ラスベガス（およびラスベガス都市圏を含むクラーク郡）では売春は違法である。2008年6～7月の時点で、ネバダ州に16ある郡のうち8つの郡で28軒の売春宿が営業している。

## 法律的側面

郡ごとの法的状況（2021年12月現在）
売春は合法で、少なくとも1軒が郡内で営業中
売春は合法だが、郡内で営業中の売春宿が無い
売春は違法

ネバダ州法244条345項の規定により、最後の10年ごとの国勢調査時点での人口700,000人未満のいかなる郡も郡の判断により売春宿の免許を発行することができる。郡内で作られた市や町がその禁止や推進を決めることもできる。
2021年12月現在、売春はクラーク郡（ラスベガスを含む）では州法の上記条文により、またダグラス郡、ユーレカ郡、リンカーン郡、パーシング郡、ワショー郡（リノを含む）、および州都カーソンシティ市（独立市）では各地区の法律により違法である。ネバダ州内の他の10郡では売春宿を公認しており、現在これらのうちの7郡では売春宿が営業中である。なお、エルコ郡においては郡庁所在地エルコ市を含む郡内の法人化された4市のみ、ハンボルト郡においてはウィネマッカ市のみ、ホワイトパイン郡においてはイーリー市のみで合法である。また、チャーチル郡、エスメラルダ郡、ハンボルト郡の3郡は、郡全域もしくは一部で売春は合法ではあるものの、郡内に営業中の売春宿が存在しない。
厳密な許可条件は郡によって違う。売春宿の免許手数料はストーリー郡の年間100,000ドルからランダー郡の年間200ドルまでの範囲である。認可された売春婦の最低年齢は21歳（但しストーリー郡とライアン郡では18歳）。
登録された売春宿の売春婦は子宮頸管から採取したサンプルで毎週淋病とクラミジア・トラコマチスの検査を、毎月HIVと梅毒の検査を受けることを州法は義務づけている。さらに全てのオーラルセックスと性交にはコンドームの使用が義務づけられている。売春宿の経営者は売春婦がHIVの検査で陽性の結果が出たあとに客がHIVに感染した場合、責任が生じることがある。法律により、売春婦は最低9日間を1回の期間として働く必要がある。手術による性転換者は検体を子宮頸管から採取する必要性のために売春婦になることはできない。
ネバダ州には公認売春宿の外での売春の勧誘、売春婦になる勧誘、売春の売上から収益を得る行為を禁止する法律がある。
長きにわたりネバダの売春宿は違法とされている郡内で広告宣伝を禁止されていたが、この州法は2007年に廃止された。

## 合法売春宿

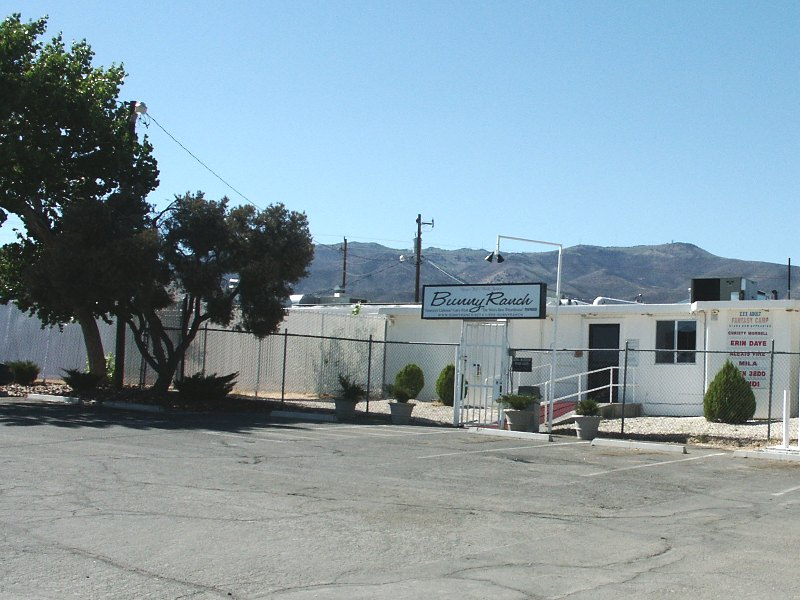
カーソンシティ近郊、ライアン郡マウンドハウスにある売春宿「ムーンライト・バニー・ランチ」

2004年1月時点でネバダ州には約30軒の合法売春宿があり、常時約300名の女性売春婦を雇用していた。2008年6～7月の時点では28軒になった。ごく規模の小さい例外を除き、次のように運営されている。客がブザーを押し、中に入り部屋に入ると対応できる女性が一列に並んで自己紹介をする。客が女性を選ぶと価格交渉はその女性の部屋で行われ、通常経営者も会話を聞いている。基本的に店の取り分は交渉が成立した金額の半額で、客がタクシーで来た場合、乗務員は客の支払った全額から20%程度を、女性の取り分の中から受け取ることになる。一般的な値段は最低100ドルからで平均的には30分の性交とオーラルセックスで300ドル程度である。中には知名度があったり珍しい女性との「パーティー」として1時間で2,500ドルもしたり、女性が複数の場合はさらに高くなる。売春婦が口にキスをすることはほとんどない。
売春宿は定価の表示がない。知られている例外は95号線沿いのBeattyから約30マイル北にあるShady Lady売春宿のみである。一般に、ラスベガスに近いほど値段は高い。従ってPahrumpにあるSheri's RanchとChicken Ranchが特に最も高い売春宿となる。この中ではSheri's Ranchの方が大きく、常時20名以上の売春婦がいる。また2軒の中でも値段が高く、一般的にネバダ州で最も高い合法売春宿ということになる。
売春宿の売春婦は個人事業主として勤務しており、公的保険や健康保険なども受けられない。彼らは連邦所得税の納税義務があり、収入はForm 1099-MISCによりIRSに報告される。ネバダ州は州所得税はない。女性は一般的に7週間働き、この間は売春宿に住み、ほとんど離れない。その後多少の休暇を取る。売春宿が課す勤務条件に対する厳しい制限のため、女性たちは個人事業主と認められないのではないかという議論がある。
検査が義務づけられた1986年以降、検査でHIV陽性が確認された売春婦は一人もいない。コンドーム使用を義務づける法案は1988年に通過し、1995年に2つの売春宿で行われた調査で一貫してコンドームを使うことにより性感染症はなくなると判明した。またこの調査によると個人的な生活でコンドームを使用した売春婦はほとんどいなかった。

## 参照
1. ↑  http://abcnews.go.com/Business/PainAtThePump/story?id=5213878
2. ↑  http://www.ktvn.com/global/story.asp?s=8568775
3. ↑  http://www.sfgate.com/cgi-bin/article.cgi?f=/c/a/2008/07/03/MNFA11JKA7.DTL
4. ↑  “NRS 0.050 NRS 0.050  “Population” defined.”. en:Nevada Revised Statues. 2008年7月7日閲覧。
5. ↑  “NRS 244.345 NRS 244.345  Dancing halls, escort services, entertainment by referral services and gambling games or devices; limitation on licensing of houses of prostitution.”. en:Nevada Revised Statues. 2008年7月7日閲覧。
6. ↑  Counties where prostitution is legal in Nevada. Las Vegas Defense Group. 2021年12月8日閲覧.
7. ↑  Testing of prostitutes; prohibition of certain persons from employment as prostitute (NAC 441A.800(3)(b))
8. ↑  “NRS 041.1397 NRS 41.1397  Liability of owner or operator of house of prostitution for employment of prostitute tested positive for exposure to human immunodeficiency virus.”. en:Nevada Revised Statues. 2008年7月7日閲覧。
9. ↑  Levitan, Corey (2008年7月7日). “Stark Raving Madam”. en:Las Vegas Review-Journal 2008年7月7日閲覧。
10. ↑  Chicken Ranch Brothel Finally to Advertise in Las Vegas, LasVegasNow.com, 31 August 2007